# Liste der Stolpersteine in Oslo-Frogner

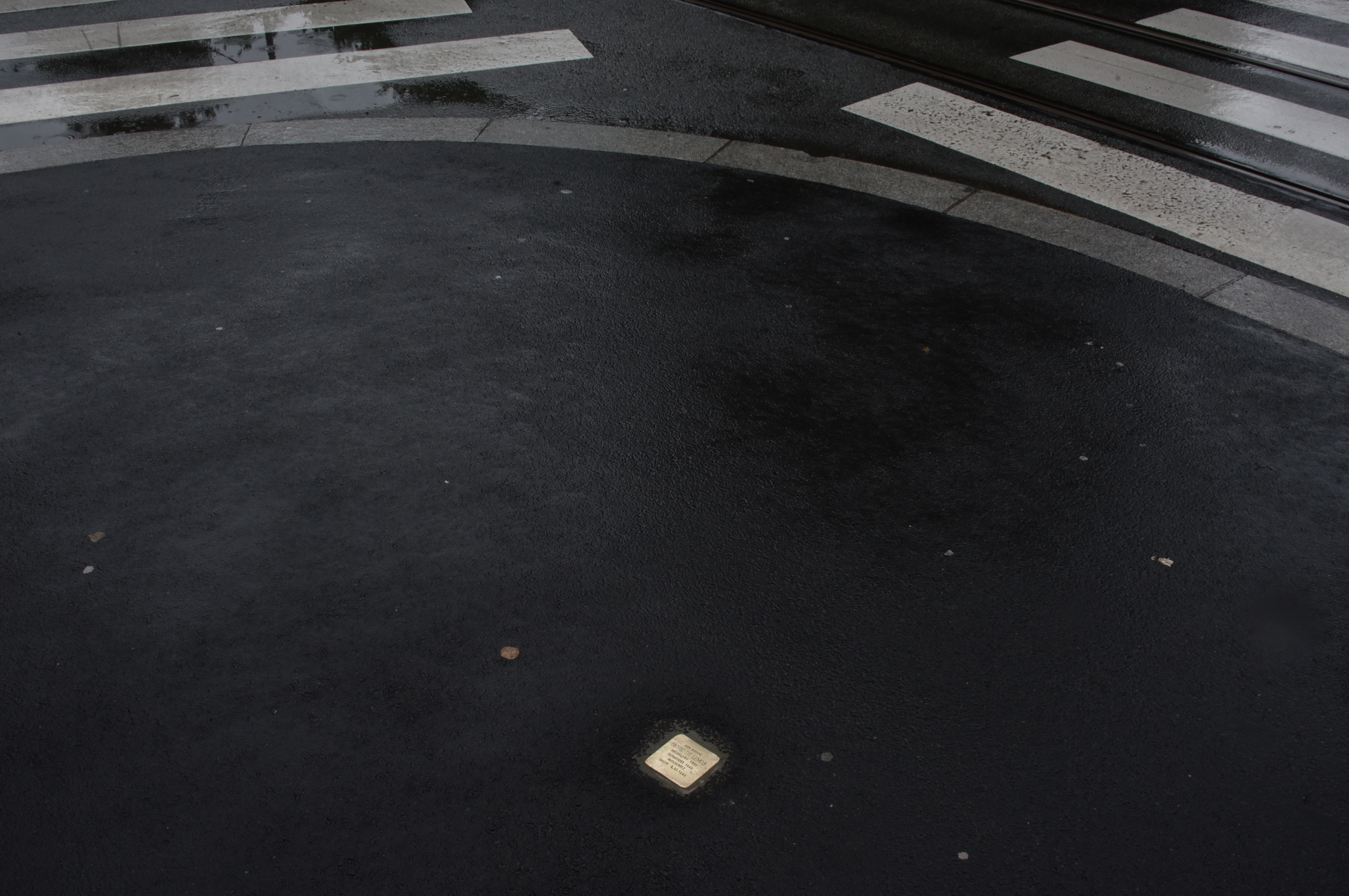
Stolperstein in Oslo-Frogner

Die Liste der Stolpersteine in Oslo-Frogner listet alle Stolpersteine im Stadtteil (Bydel) Frogner auf, einem der Innenstadtbezirke der norwegischen Hauptstadt Oslo. Stolpersteine erinnern an das Schicksal der Menschen, die von den Nationalsozialisten ermordet, deportiert, vertrieben oder in den Suizid getrieben wurden. Die Stolpersteine wurden vom deutschen Künstler Gunter Demnig konzipiert und werden zumeist von ihm selbst verlegt. Im Regelfall liegen die Stolpersteine vor dem letzten selbstgewählten Wohnort des Opfers. Stolpersteine werden auf Norwegisch snublesteiner genannt.
Mit einer Ausnahme sind alle Stolpersteine dieses Stadtteils jüdischen Opfern gewidmet. Ein Stolperstein erinnert an den Widerstandskämpfer Tormod Nygaard. Die ersten Verlegungen in Oslo fanden im Jahr 2010 statt.

## Holocaust in Norwegen

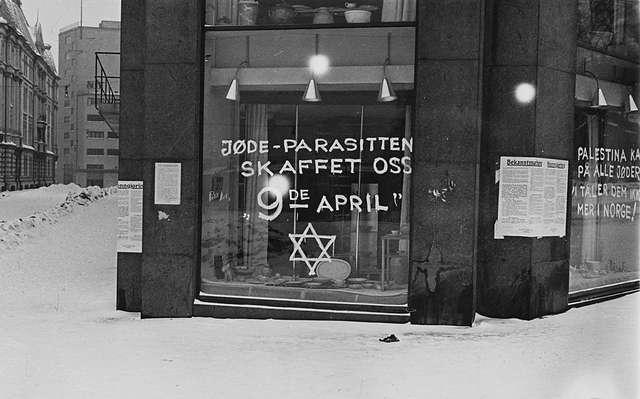
Antisemitische Parolen in Oslo, 1941

Norwegen war von 9. April 1940 bis 8. Mai 1945 von deutschen Truppen besetzt. Damals befanden sich rund 2.100 jüdische Norweger und Flüchtlinge aus Mitteleuropa im Land. Von diesen konnten sich rund tausend Personen ins neutrale Schweden retten. Unmittelbar nach dem Einmarsch deutscher Truppen begannen Hetzkampagnen gegen Juden und die Arisierung in Norwegen. Den Juden im Land wurde Schritt für Schritt ihr Besitz entzogen. Im Spätherbst 1942 erfolgten die ersten Massenverhaftungen. Am 26. November 1942 wurden 532 norwegische Juden (302 Männer, 188 Frauen und 42 Kinder) von norwegischer Polizei und Gestapo der SS übergeben. Sie wurden mit dem Frachtschiff Donau der Norddeutschen Lloyd über Stettin in das KZ Auschwitz-Birkenau deportiert. 346 von ihnen, darunter alle Frauen und Kinder, wurden unmittelbar nach der Ankunft am 1. Dezember 1942 in den Gaskammern ermordet. 186 Männer überstanden die Selektion und bekamen die Nummern 79064 bis 79249 eintätowiert. Nur neun von ihnen konnten die Shoah überleben. Am 25. Februar wurden weitere 158 Juden mit der Gotenland über Stettin verschifft und nach Auschwitz gebracht. 28 Männer wurden als arbeitsfähig eingestuft, die anderen am 3. März 1943 ermordet.

## Verlegte Stolpersteine
Bis Ende 2019 wurden in Frogner 57 Stolpersteine an 29 Andressen verlegt. Weitere Verlegungen fanden 2020 und 2021 statt, wobei 17 Stolpersteine an elf Adressen bzw. 12 Stolpersteine an sechs Adressen verlegt wurden.
| Stolperstein | Übersetzung | Verlegeort                  | Name, Leben |
| ------------ | --- | --------------------------- | --- |
|              | HIER WOHNTE ABRAHAM JOSEF ARSCH GEBOREN 1918 DEPORTIERT 1942 AUSCHWITZ GETÖTET 2.1.1943                                                                               | Sorgenfrigata 35 ·          | Abraham Josef Arsch wurde am 14. Februar 1918 in Kristiania als jüngstes Kind der Kaufleute Moritz Arsch und Bertha, geborene Oster, geboren. Seine Eltern führten ein eigenes Geschäft in der norwegischen Hauptstadt. Seine Geschwister waren Sara (geboren 1908) und Samuel Jacob (geboren 1913). Er besuchte das Gymnasium, absolvierte das Abitur und eine Artium-Prüfung an der Osloer Domschule. Nach einer einjährigen Fachausbildung begann er als Büroangestellter zu arbeiten. Er war unverheiratet. Am 26. Oktober 1942 wurde Abraham Josef Arsch von der norwegischen Staatspolizei festgenommen und im Bredtveit-Gefängnis interniert. Zwei Tage später wurde er in das Internierungslager Berg nahe Oslo gebracht. Am 26. November 1942 wurde er mit dem Frachter Donau über Stettin in das Vernichtungslager Auschwitz deportiert, wo er am 2. Januar 1943 ermordet wurde. Seine Eltern, Geschwister und sein Onkel Tanchum wurden ebenfalls in Auschwitz ermordet. |
|              | HIER WOHNTE BERTHA ARSCH GEB. OSTER GEBOREN 1882 DEPORTIERT 1942 AUSCHWITZ GETÖTET 1.12.1942                                                                          | Sorgenfrigata 35 ·          | Bertha Arsch, geborene Oster, wurde am 28. Januar 1882 in Vilnius als Tochter von Cemach David Oster (1858–1934) und Gitlia, geborene Eigelshtein, geboren. Sie hatte mehrere Geschwister, einige davon aus der zweiten Ehe ihres Vaters mit Berta Oster. 1887 wanderte die Familie nach Norwegen aus. 1900 kam auch die 18-jährige Bertha Oster nach Oslo. 1905 heiratete sie den aus Lettland stammenden Moritz Arsch (geboren 1877). Das Paar nahm später die norwegische Staatsbürgerschaft an. Sie bekamen drei Kinder: Sara Gitel (geboren 1908), Samuel Jacob (geboren 1913) und Abraham Josef Arsch (geboren 1918). 1910 lebte die Familie in Ebbells Gate 2. Zuerst war Bertha Arsch Hausfrau, später Obsthändlerin mit eigenem Laden. Damals lebte sie mit Mann und Kindern in der Sorgenfrigata 35. Am 26. November 1942 wurden Bertha Arsch und ihre Kinder mit dem Frachtschiff Donau nach Stettin verschifft und von dort in einem Viehwaggon in das Vernichtungslager Auschwitz deportiert. Bertha Arsch wurde unmittelbar nach ihrer Ankunft am 1. Dezember 1942 zusammen mit ihrer Tochter und ihrem kranken Sohn Samuel Jacob in den Gaskammern ermordet. Abraham Josef Arsch wurde zur Zwangsarbeit eingeteilt und starb bereits am 2. Januar 1943. Ihr Ehemann wurde im Februar 1943 mit der MS Gotenland deportiert und unmittelbar nach seiner Ankunft in Auschwitz am 3. März 1943 ermordet. Zumindest einer ihrer Halbbrüder, Max Oster, des Weiteren ein Schwager, eine Schwägerin und eine Nichte wurden ebenfalls am 1. Dezember 1942 in den Gaskammern von Auschwitz ermordet. Für Max Oster wurde im Sentrum von Oslo ein Stolperstein verlegt. |
|              | HIER WOHNTE MORITZ ARSCH GEBOREN 1877 DEPORTIERT 1943 AUSCHWITZ GETÖTET 3.3.1943                                                                                      | Sorgenfrigata 35 ·          | Moritz Arsch wurde am 15. Juni 1877 in Krustpils geboren. Er hatte zumindest einen Bruder, Tanchum Arsch (geboren 1885 ebenfalls in Krustpils). 1904 kam er nach Norwegen, 1905 heiratete Moritz Arsch Bertha, geborene Oster. Er war Kaufmann und betrieb ein Geschäft in Ullevålsveien 16 in Oslo. Das Paar nahm später die norwegische Staatsbürgerschaft an. Sie bekamen die Kinder Sara Gitel, Samuel Jacob und Abraham Josef. Moritz Arsch, sein jüngerer Sohn und sein Bruder wurden am 26. Oktober 1942 verhaftet und im Bredtveit-Gefängnis eingesperrt. Zwei Tage später wurden sie in das Internierungslager Berg nahe Oslo gebracht. Am 7. November 1942 wurde Moritz Arsch freigelassen, 18 Tage später erneut verhaftet. Am Tag darauf wurden sein Bruder, seine Frau und seine Kinder mit dem Frachter Donau über Stettin in das Vernichtungslager Auschwitz deportiert. Unmittelbar nach der Ankunft am 1. Dezember 1942 wurden seine Frau und Tochter, sein älterer, kränklicher Sohn und sein Bruder in den Gaskammern von Auschwitz ermordet. Der jüngere Sohn wurde zur Zwangsarbeit eingeteilt; er starb am 2. Januar 1943. Unterdessen erteilte SS-Hauptsturmführers Wilhelm Wagner am 1. Dezember 1942 den Auftrag, Moritz Arsch in das Polizeihäftlingslager Grini zu verlegen. Von dort aus wurde dieser am 25. Februar 1943 mit der MS Gotenland nach Deutschland und von dort nach Auschwitz deportiert. Auch Moritz Arsch wurde unmittelbar nach seiner Ankunft in den Gaskammern ermordet. |
|              | HIER WOHNTE SAMUEL JACOB ARSCH GEBOREN 1913 DEPORTIERT 1942 AUSCHWITZ GETÖTET 1.12.1942                                                                               | Sorgenfrigata 35 ·          | Samuel Jacob Arsch wurde am 3. November 1913 in Kristiania, wie Oslo damals hieß, geboren. Seine Eltern waren Moritz Arsch und Bertha, geborene Oster, beide Kaufleute, die ein eigenes Geschäft in der Hauptstadt führten. Er hatte eine ältere Schwester, Sara Gitel (geboren 1908), und einen jüngeren Bruder, Abraham Josef Arsch (geboren 1918). Samuel Jacob besuchte eine weiterführende Schule und arbeitete danach als Verkäufer im Geschäft seiner Eltern in Ullevålsveien. Er kränkelte und blieb unverheiratet. Am 26. November 1942 befand er sich in psychiatrischer Behandlung im Ullevål-Krankenhaus. Trotz Protesten der behandelnden Ärzte wurde er von der norwegischen Staatspolizei verhaftet und gemeinsam mit seiner Mutter, seinen Geschwistern und einem Onkel mit dem Frachtschiff Donau nach Stettin verschifft und von dort in einem Viehwaggon in das Vernichtungslager Auschwitz deportiert. Samuel Jakob Arsch wurde unmittelbar nach seiner Ankunft am 1. Dezember 1942 zusammen mit seiner Mutter und seiner Schwester sowie seinem Onkel Tanchum direkt in einer der Gaskammern ermordet. Der jüngere Bruder überlebte die Selektion, wurde zur Zwangsarbeit eingeteilt und starb am 2. Januar 1943. Sein Vater wurde am 25. Februar 1943 mit der MS Gotenland nach Deutschland deportiert und ebenfalls in einer Gaskammer in Auschwitz ermordet. |
|              | HIER WOHNTE SARA GITEL ARSCH GEBOREN 1908 DEPORTIERT 1942 AUSCHWITZ GETÖTET 1.12.1942                                                                                 | Sorgenfrigata 35 ·          | Sara Gitel Arsch wurde am 5. Oktober 1908 in Kristiania, wie Oslo damals hieß, als ältestes von drei Kindern der Kaufleute Moritz Arsch und Bertha, geborene Oster, geboren. Sie hatte zwei jüngere Brüder, Samuel Jacob Arsch (geboren 1913) und Abraham Josef Arsch (geboren 1918). Sara absolvierte das Abitur, studierte in ihrer Heimatstadt Medizin, schloss aber das Studium nicht ab. 1942 arbeitete sie als Verkäuferin. Sie blieb unverheiratet. Am 26. November 1942 wurde sie von der norwegischen Staatspolizei in der Wohnung in Majorstuen verhaftet und gemeinsam mit ihrer Mutter, ihren Brüdern und einem Onkel mit dem Frachtschiff Donau über Stettin in das Vernichtungslager Auschwitz deportiert. Sara Gitel Arsch wurde unmittelbar nach ihrer Ankunft am 1. Dezember 1942 zusammen mit ihrer Mutter, ihrem älteren Bruder und ihrem Onkel Tanchum in den Gaskammern ermordet. Der jüngere Bruder überlebte die Selektion und wurde zur Zwangsarbeit eingeteilt. Er starb am 2. Januar 1943. Ihr Vater wurde am 25. Februar 1943 mit der MS Gotenland nach Deutschland deportiert und ebenfalls in Auschwitz in einer Gaskammer ermordet. |
|              | HIER WOHNTE TANCHUM ARSCH GEBOREN 1885 DEPORTIERT 1942 AUSCHWITZ GETÖTET 1.12.1942                                                                                    | Sorgenfrigata 35 ·          | Tanchum Arsch wurde am 9. Dezember 1885 in Krustpils im heutigen Lettland geboren. Er hatte zumindest einen Bruder, Moritz Arsch (geboren 1877). Tanchum Arsch war Uhrmacher. 1914 folgte er seinem 1904 emigrierten Bruder nach Norwegen. Er fand Arbeit bei Nikolai Øverli in Oslo und konnte seine Stellung 28 Jahre lang halten. Er war unverheiratet und lebte im Haushalt seines Bruders. Am 26. Oktober 1942 wurden Tanchum Arsch, sein Bruder und dessen jüngerer Sohn verhaftet und im Bredtveit-Gefängnis eingesperrt. Zwei Tage später wurde sie in das Internierungslager Berg nahe Oslo gebracht. Am 26. November 1942 wurden er, seine Schwägerin, die Nichte und die Neffen mit dem Frachter Donau über Stettin in Viehwaggons in das Vernichtungslager Auschwitz deportiert. Unmittelbar nach der Ankunft am 1. Dezember 1942 wurde er in einer Gaskammer ermordet, ebenso seine Schwägerin, seine Nichte und sein älterer Neffe. Der jüngere Neffe überlebte noch einen Monat, starb aber am 2. Januar 1943 an den grausamen Haftbedingungen und/oder den Folgen der Zwangsarbeit. |
|              | HIER WOHNTE EDDA ASCHKANAZE GEBOREN 1904 DEPORTIERT 1942 AUSCHWITZ GETÖTET 1.12.1942                                                                                  | Colbjørnsens gate 12 ·      | Edda Aschkanaze (1904–1942) |
|              | HIER WOHNTE SARAH ASCHKANAZE GEBOREN 1906 DEPORTIERT 1942 AUSCHWITZ GETÖTET 1.12.1942                                                                                 | Colbjørnsens gate 12 ·      | Sarah Aschkanaze (1906–1942) |
|              | HIER WOHNTE NILS BEHAK GEBOREN 1903 DEPORTIERT 1942 AUSCHWITZ GETÖTET 5.1.1943                                                                                        | Suhms gate 20B ·            | Nils Behak (1903–1943) |
|              | HIER WOHNTE MARIE BERGER GEB. SIEW GEBOREN 1874 DEPORTIERT 1943 AUSCHWITZ GETÖTET 3.3.1943                                                                            | Frognerveien 13             | Marie Berger geborene Siew (1874-1943) |
|              | HIER WOHNTE SAMUEL BERNSTEIN GEBOREN 1886 DEPORTIERT 1942 AUSCHWITZ GETÖTET 20.12.1942                                                                                | Skovveien 15                | Samuel Bernstein (1886–1942) |
|              | HIER WOHNTE SARA BJERKE GEB. SEGAL GEBOREN 19204 DEPORTIERT 1943 AUSCHWITZ GETÖTET 20.11.1943 AUSCHWITZ                                                               | Gyldenløves gate 13 ·       | Sara Bjerke geborene Segal (1920-1943) |
|              | HIER WOHNTE SELIG BLOMBERG GEBOREN 1888 DEPORTIERT 1942 AUSCHWITZ GETÖTET DEZEMBER 1942                                                                               | Bygdøy allé 59 ·            | Selig Blomberg (1888-1942) |
|              | HIER WOHNTE BENNO DAMELIN GEBOREN 1924 DEPORTIERT 1942 AUSCHWITZ GETÖTET 3.3.1943                                                                                     | Schønings gate 14B          | Benno Damelin (1924-1943) |
|              | HIER WOHNTE ISRAEL DAMELIN GEBOREN 1888 DEPORTIERT 1942 AUSCHWITZ GETÖTET 1.12.1942                                                                                   | Schønings gate 14B          | Israel Damelin (1888-1942) |
|              | HIER WOHNTE THORA DAMELIN GEB. MOLLET GEBOREN 1894 FLUCHT NACH SCHWEDEN NAHM SICH DAS LEBEN JUNI 1943                                                                 | Schønings gate 14B          | Thora Damelin geb. Molles (1894-1943) |
|              | HIER WOHNTE SIGRID DE LEMOS GEBOREN 1883 DEPORTIERT 1942 AUSCHWITZ GETÖTET 1.12.1942                                                                                  | Odins gate 19, oppgang 2 ·  | Sigrid de Lemos (1883-1942) |
|              | HIER WOHNTE KJELL DOBKES GEBOREN 1923 DEPORTIERT 1942 AUSCHWITZ GETÖTET 2.3.1943                                                                                      | Suhms gate 3B               | Kjell Dobkes (1923-1943) |
|              | HIER WOHNTE MOSES DOBKES GEBOREN 1887 DEPORTIERT 1942 AUSCHWITZ GETÖTET 29.12.1942                                                                                    | Suhms gate 3B               | Moses Dobkes (1887-1942) |
|              | HIER WOHNTE MORITZ WULFF DSENSELSKY GEBOREN 1892 DEPORTIERT 1942 AUSCHWITZ GETÖTET DEZ. 1942                                                                          | Sporveisgata 31             | Moritz Wulff Dsenselsky (1892-1942) |
|              | HIER WOHNTE REBEKKA DWORSKY GEBOREN 1890 DEPORTIERT 1942 AUSCHWITZ GETÖTET 1.12.1942                                                                                  | Industrigata 69 ·           | Rebekka Dworsky geb. Dsenselsky (1890-1942) |
|              | HIER WOHNTE SAMUEL DWORSKY GEBOREN 1889 DEPORTIERT 1942 AUSCHWITZ GETÖTET 1.12.1942                                                                                   | Industrigata 69 ·           | Samuel Dworsky (1889-1942) |
|              | HIER WOHNTE NATHAN FEIN GEBOREN 1887 DEPORTIERT 1942 AUSCHWITZ GETÖTET 15.3.1945                                                                                      | Kirkeveien 90 oppgang B     | Nathan Fein (1887-1945) |
|              | HIER WOHNTE CLARA FEINBERG GEB. OSTER GEBOREN 1885 DEPORTIERT 1942 AUSCHWITZ GETÖTET 1.12.1942                                                                        | Jonas Reins gate 9          | Clara Feinberg geb. Oster (1885-1942) |
|              | HIER WOHNTE ELIAS FEINBERG GEBOREN 1894 DEPORTIERT 1942 AUSCHWITZ GETÖTET 7.1.1943                                                                                    | Jonas Reins gate 9          | Elias Feinberg (1894-1943) |
|              | HIER WOHNTE KAI FEINBERG GEBOREN 1921 DEPORTIERT 1942 AUSCHWITZ ÜBERLEBT                                                                                              | Jonas Reins gate 9          | Kai Feinberg (geboren 1921) |
|              | HIER WOHNTE RACHEL FEINBERG GEBOREN 1923 DEPORTIERT 1942 AUSCHWITZ GETÖTET 1.12.1942                                                                                  | Jonas Reins gate 9          | Rachel Feinberg (1923-1942) |
|              | HIER WOHNTE ELISE FISCHEL GEB. POLLAK GEBOREN 1889 DEPORTIERT 1942 AUSCHWITZ GETÖTET 1.12.1942                                                                        | Arbins gate 9               | Elise Fischel geb. Pollak (1889-1942) |
|              | HIER WOHNTE EMANUEL FISCHEL GEBOREN 1870 DEPORTIERT 1942 AUSCHWITZ GETÖTET 1.12.1942                                                                                  | Arbins gate 9               | Emanuel Fischel (1870-1942) |
|              | HIER WOHNTE ERWIN FISCHEL GEBOREN 1873 DEPORTIERT 1942 AUSCHWITZ GETÖTET 1.12.1942                                                                                    | Inkognitogaten 28           | Erwin Fischel (1873–1942) |
|              | HIER WOHNTE GRETE FISCHEL GEBOREN 1911 DEPORTIERT 1942 AUSCHWITZ GETÖTET 1.12.1942                                                                                    | Arbins gate 9               | Grete Fischel (1911-1942) |
|              | HIER WOHNTE HANS ERIK FISCHEL GEBOREN 1919 DEPORTIERT 1942 AUSCHWITZ GETÖTET 15.2.1943                                                                                | Arbins gate 9               | Hans Erik Fischel (1919-1943) |
|              | HIER WOHNTE BENJAMIN GARMI GEBOREN 1918 DEPORTIERT 1942 AUSCHWITZ TODESTAG UNBEKANNT                                                                                  | Sporveisgata 31             | Benjamin Garmi (1918-194?) |
|              | HIER WOHNTE GIDEON GARMI GEBOREN 1921 DEPORTIERT 1942 AUSCHWITZ GETÖTET 15.2.1943                                                                                     | Sporveisgata 31             | Gideon Garmi (1921-1943) |
|              | HIER WOHNTE ISRAEL JACOB GITTELSEN GEBOREN 1877 DEPORTIERT 1942 AUSCHWITZ GETÖTET 1.12.1942                                                                           | Thomas Heftyes gate 58      | Israel Jacob Gittelsen (1877–1942) |
|              | HIER WOHNTE LEA GITTELSEN GEB. HIRSCH GEBOREN 1872 DEPORTIERT 1942 AUSCHWITZ GETÖTET 1.12.1942                                                                        | Thomas Heftyes gate 58      | Lea Gittelsen (1872–1942) |
|              | HIER WOHNTE SIGNE GITTELSEN GEBOREN 1903 DEPORTIERT 1942 AUSCHWITZ GETÖTET 1.12.1942                                                                                  | Thomas Heftyes gate 58      | Signe Gittelsen (1903–1942) |
|              | HIER WOHNTE ALEXANDER GOLDBERG GEBOREN 1905 DEPORTIERT 1942 AUSCHWITZ GETÖTET 15.1.1943                                                                               | Sorgenfrigata 35 ·          | Alexander Goldberg (1905–1943) |
|              | HIER WOHNTE REBEKKA GOLDENHEIM GEBOREN 1883 DEPORTIERT 1942 AUSCHWITZ GETÖTET 1.12.1942                                                                               | Observatoriegata 9          | Rebekka Goldenheim (1883–1942) |
|              | HIER WOHNTE HELGA GRÜN GEBOREN 1892 DEPORTIERT 1942 AUSCHWITZ GETÖTET 1.12.1942                                                                                       | Elisenbergveien 8           | Helga Grün (1892–1942) |
|              | HIER WOHNTE FELIX GRUDER GEBOREN 1904 DEPORTIERT 1942 AUSCHWITZ GETÖTET 21.12.1942                                                                                    | Munkedamsveien 35           | Felix Gruder (1887–1942) |
|              | HIER WOHNTE MARKUS HURWITZ GEBOREN 1899 DEPORTIERT 1943 AUSCHWITZ GETÖTET MÄRZ 1943                                                                                   | Hegdehaugsveien 2           | Markus Hurwitz (1899–1943) |
|              | HIER WOHNTE HANS JELLINEK GEBOREN 1906 DEPORTIERT 1942 AUSCHWITZ GETÖTET 14.1.1943                                                                                    | Rosenborggata 15C ·         | Hans Jellinek (1906–1943) |
|              | HIER WOHNTE LEOPOLD KRUPP GEBOREN 1911 DEPORTIERT 1942 AUSCHWITZ GETÖTET 12.1.1943                                                                                    | Gabels gate 40 ·            | Leopold Krupp (1911–1943) |
|              | HIER WOHNTE HÅKON LAKSOV GEBOREN 1911 DEPORTIERT 1942 AUSCHWITZ GETÖTET MÄRZ 1943                                                                                     | Dunkers gate 4B ·           | Håkon Laksov (1911–1943) |
|              | HIER WOHNTE BERNHARD LEIMANN GEBOREN 1897 DEPORTIERT 1942 AUSCHWITZ GETÖTET JANUAR 1943                                                                               | Trudvangveien 2C ·          | Bernhard Leimann (1897–1943) |
|              | HIER WOHNTE DORA LEMKOW GEB. MILLAMED GEBOREN 1894 DEPORTIERT 1942 AUSCHWITZ GETÖTET 1.12.1942                                                                        | Frognerveien 6              | Dora Lemkow geb. Millamed (1894-1942) |
|              | HIER WOHNTE ETHEL LEMKOW GEBOREN 1920 DEPORTIERT 1942 AUSCHWITZ GETÖTET 1.12.1942                                                                                     | Frognerveien 6              | Ethel Lemkow (1920–1942) |
|              | HIER WOHNTE LEONARD LEVIN GEBOREN 1905 DEPORTIERT 1942 AUSCHWITZ GETÖTET 19.1.1943                                                                                    | Sporveisgata 31             | Leonard Levin (1921-1943) |
|              | HIER WOHNTE SIGURD LEVIN GEBOREN 1895 DEPORTIERT 1942 AUSCHWITZ TODESTAG UNBEKANNT                                                                                    | Gyldenløves gate 26 ·       | Sigurd Levin (1895–194?) |
|              | HIER WOHNTE BERNHARD JACOB LEVINSON GEBOREN 1939 DEPORTIERT 1942 AUSCHWITZ TODESTAG UNBEKANNT                                                                         | Hammerstadsgate 23 A        | Bernhard Jacob Levinson (1939–194?) |
|              | HIER WOHNTE SAMUEL LEVINSON GEBOREN 1920 DEPORTIERT 1942 AUSCHWITZ GETÖTET 5.2.1943                                                                                   | Hammerstadsgate 23 A        | Samuel Levinson (1920-1943) |
|              | HIER WOHNTE KURT LÖWIDT GEBOREN 1921 DEPORTIERT 1942 AUSCHWITZ GETÖTET 19.1.1943                                                                                      | Oscars gate 61              | Kurt Löwidt (1921–1943) |
|              | HIER WOHNTE MAX ABRAHAM MANKOWITZ GEBOREN 1892 DEPORTIERT 1942 AUSCHWITZ GETÖTET 1.2.1943                                                                             | Sporveisgata 33 ·           | Max Abraham Mankowitz (1892–1943) |
|              | HIER WOHNTE ELLINOR MEIRAN GEBOREN 1937 DEPORTIERT 1942 AUSCHWITZ GETÖTET 3.3.1943                                                                                    | Rosenborggata 15C ·         | Ellinor Miriam Meiran (1937–1942) |
|              | HIER WOHNTE JACOB BERNHARD MEIRAN GEBOREN 1905 DEPORTIERT 1942 AUSCHWITZ GETÖTET 1.12.1942                                                                            | Rosenborggata 15C ·         | Jacob Bernhard Meiran (1905–1943) |
|              | HIER WOHNTE HERMAN MESNER GEBOREN 1911 DEPORTIERT 1942 AUSCHWITZ GETÖTET 5.1.1943                                                                                     | Kirkeveien 112A             | Herman Mesner (1911–1943) |
|              | HIER WOHNTE MARTIN MESZANSKY GEBOREN 1904 DEPORTIERT 1942 AUSCHWITZ GETÖTET 14.1.1943                                                                                 | Gyldenløves gate 18         | Martin Meszansky (1904–1943) |
|              | HIER WOHNTE HEINZ MICHEL GEBOREN 1910 DEPORTIERT 1942 AUSCHWITZ GETÖTET 1.4.1943                                                                                      | Eilert Sundts gate 20       | Heinz Michel (1910–1943) |
|              | HIER WOHNTE TORMOD NYGAARD GEBOREN 1904 AKTIV IM WIDERSTANDSKAMPF VERHAFTET 10.1.1943 EINGESPERRT UND GEFOLTERT MOLLERGATA 19 UND GRINI ERSCHOSSEN TRANDUM 30.10.1944 | Hegdehaugsveien 21 B        | Tormod Johannes Nygaard (1904–1944) |
|              | HIER WOHNTE ANNA FRUME REICHMANN GEB. JAKUBOWITZ GEBOREN 1910 DEPORTIERT 1942 AUSCHWITZ GETÖTET 1.12.1942                                                             | Bogstadveien 60 ·           | Anna Frume Reichmann geb. Jakubowitz (1910-1942) |
|              | HIER WOHNTE ARNE REICHMANN GEBOREN 1922 DEPORTIERT 1942 AUSCHWITZ GETÖTET 2.3.1943                                                                                    | Bogstadveien 60 ·           | Arne Reichmann (1922-1943) |
|              | HIER WOHNTE DAVID MICHAEL REICHMANN GEBOREN 1916 DEPORTIERT 1942 AUSCHWITZ GETÖTET 25.2.1943                                                                          | Bogstadveien 60 ·           | David Michae Reichmann (1916-1943) |
|              | HIER WOHNTE GERHARD BENNY REICHMANN GEBOREN 1942 DEPORTIERT 1942 AUSCHWITZ GETÖTET 1.12.1942                                                                          | Bogstadveien 60 ·           | Gerhard Benny Reichmann (1942-1942) |
|              | HIER WOHNTE ABEL REIFF GEBOREN 1893 DEPORTIERT 1942 AUSCHWITZ GETÖTET 24.2.1943                                                                                       | Bogstadveien 60 ·           | Abel Reiff (1893-1943) |
|              | HIER WOHNTE CECILIE REIFF GEB. REICHMANN GEBOREN 1910 DEPORTIERT 1942 AUSCHWITZ GETÖTET 1.12.1942                                                                     | Bogstadveien 60 ·           | Cecilie Reiff geb. Reichmann (1910-1942) |
|              | HIER WOHNTE LEOPOLD WULFF REIFF GEBOREN 1887 DEPORTIERT 1942 AUSCHWITZ GETÖTET 1.12.1942                                                                              | Bogstadveien 60 ·           | Leopold Wulff Reiff (1887-1942) |
|              | HIER WOHNTE JOHAN REISS GEBOREN 1929 DEPORTIERT 1942 AUSCHWITZ GETÖTET 1.12.1942                                                                                      | Jonas Reins gate 9          | Johan Reiss (1929-1942) |
|              | HIER WOHNTE ELLY ROSENBERG GEBOREN 1906 DEPORTIERT 1942 AUSCHWITZ GETÖTET 1.12.1942                                                                                   | Bygdøy Alle 65              | Elly Rosenberg (1906–1942) |
|              | HIER WOHNTE IGNATZ ROSENBERG GEBOREN 1874 DEPORTIERT 1942 AUSCHWITZ GETÖTET 1.12.1942                                                                                 | Bygdøy Alle 65              | Ignatz Rosenberg (1874–1942) |
|              | HIER WOHNTE ROSA ROSENBERG GEBOREN 1880 DEPORTIERT 1942 AUSCHWITZ GETÖTET 1.12.1942                                                                                   | Bygdøy Alle 65              | Rosa Rosenberg (1906–1942) |
|              | HIER WOHNTE BERTHA ROUFF GEB. SERBIN GEBOREN 1887 DEPORTIERT 1942 AUSCHWITZ GETÖTET 1.12.1942                                                                         | Holtegata 8                 | Bertha Rouff, geborene Serbin, (1887–1942) |
|              | HIER WOHNTE ISIDOR RUBINSTEIN GEBOREN 1909 DEPORTIERT 1942 FUHLSBÜTTEL AUSCHWITZ GETÖTET 27.3.1945                                                                    | Sorgenfrigata 35 ·          | Isidor Rubinstein (1909-1945) |
|              | HIER WOHNTE ISAK JULIUS SAMUEL GEBOREN 1902 DEPORTIERT 1942 AUSCHWITZ GETÖTET 16.12.1942                                                                              | Meltzers gate 3             | Isak Julius Samuel (1902-1942) |
|              | HIER WOHNTE ABRAHAM SANGWILL GEBOREN 1894 DEPORTIERT 1942 AUSCHWITZ GETÖTET 18.2.1943                                                                                 | Gardeveien 2A               | Abraham Sangwill (1894-1943) |
|              | HIER WOHNTE JOHN SCELOFSKY GEBOREN 1887 DEPORTIERT 1942 AUSCHWITZ GETÖTET 19.12.1942                                                                                  | Behrens gate 5              | John Scelofsky (1887-1942) |
|              | HIER WOHNTE BENJAMIN SCHEER GEBOREN 1909 DEPORTIERT 1942 AUSCHWITZ GETÖTET 2.3.1943                                                                                   | President Harbitz' gate 27B | Benjamin Scheer (1909-1943) |
|              | HIER WOHNTE LEONARD SCHEER GEBOREN 1919 DEPORTIERT 1942 AUSCHWITZ GETÖTET 15.2.1943                                                                                   | Harald Hårfagres gate 12A   | Leonard Scheer (1919-1943) |
|              | HIER WOHNTE FRIDA SEGAL GEB. ABRAMOVITZ GEBOREN 1883 DEPORTIERT 1943 VITTEL GETÖTET 9.4.1944                                                                          | Welhavens gate 10           | Frida Segal geb. Abramovitz (1883-1944) |
|              | HIER WOHNTE MIRIAM SEGAL GEBOREN 1917 DEPORTIERT 1942 AUSCHWITZ GETÖTET 1.12.1942                                                                                     | Welhavens gate 10           | Miriam Segal (1883-1944) |
|              | HIER WOHNTE TONNY SEGAL GEBOREN 1918 DEPORTIERT 1942 AUSCHWITZ GETÖTET 1.12.1942                                                                                      | Welhavens gate 10           | Tonny Segal (1883-1944) |
|              | HIER WOHNTE FEDOSSI SILBER GEB. AWERBACH GEBOREN 1876 DEPORTIERT 1942 AUSCHWITZ GETÖTET 1.12.1942                                                                     | Bygdøy Alle 20              | Fedossi Silber, geborene Awerbach, (1876–1942) |
|              | HIER WOHNTE FELIX SILBER GEBOREN 1875 DEPORTIERT 1942 AUSCHWITZ GETÖTET 1.12.1942                                                                                     | Bygdøy Alle 20              | Felix Silber (1875–1942) |
|              | HIER WOHNTE HERMAN JACOB VALNER GEBOREN 1888 DEPORTIERT 1942 AUSCHWITZ GETÖTET 20.12.1942                                                                             | Halvdan Svartes gate 40B ·  | Herman Jacob Valner (1888-1942) |
|              | HIER WOHNTE JOSEF WEINBERG GEBOREN 1885 DEPORTIERT 1942 AUSCHWITZ GETÖTET 22.1.1943                                                                                   | Vibes gate 26A              | Josef Weinberg (1885-1943) |

## Verlegedaten
- 23. August 2017: Gyldenløves gate 26
- 24. August 2017: Colbjørnsens gate 12, Sorgenfrigaten 35
- 2. Juni 2021: Arbins gate 9, Bygdøy allé 20 und 65, Elisenbergveien 8, Inkognitogata 28, Munkedamsveien 35